# Lisbeth Movin
Lisbeth Movin est une comédienne danoise, née le 25 août 1917 à Odense (Danemark), morte le 7 novembre 2011. Elle devint célèbre, en incarnant à l'écran, le rôle d'Anne Pedersdotter dans Jour de colère (Vredens Dag) de Carl Theodor Dreyer en 1943. Elle épousa le metteur en scène et comédien danois Lau Lauritzen Jr. et joua dans quelques-uns de ses films, réalisés en collaboration avec Bodil Ipsen, notamment La terre sera rouge (De röde enge), primé au Premier Festival de Cannes en 1946. On la vit, plus tard, dans le film de Gabriel Axel, Le Festin de Babette (1987).

## Filmographie succincte
- 1941 : Et skud før midnat d'Arne Weel
- 1943 : Jour de colère (Vredens Dag) de Carl Theodor Dreyer
- 1945 : La terre sera rouge (De rode enge) de Bodil Ipsen et Lau Lauritzen Jr.
- 1947 : Lise, kommer til Byen de Lau Lauritzen Jr. et Alice O'Fredericks
- 1949 : Calvaire d'un enfant (Det gælder os alle) d'Alice O'Fredericks
- 1950 : Café Paradis de Bodil Ipsen et Lau Lauritzen Jr.
- 1951 : Le Vrai Visage (Det sande ansigt) de Bodil Ipsen et Lau Lauritzen Jr.
- 1967 : La Mante rouge (Den røde kappe) de Gabriel Axel
- 1972 : Baisers dangereux (Farlige kys) de Henrik Stangerup
- 1987 : Le Festin de Babette (Babettes gaestebud) de Gabriel Axel
- 1995 : Carl Th. Dreyer : Mon métier (Carl Th. Dreyer : Min metier) documentaire de Torben Skjødt Jensen